# Bahnhof Niederdollendorf
Der Bahnhof Niederdollendorf ist ein Bahnhof an der rechten Rheinstrecke in Niederdollendorf, einem Stadtteil der Stadt Königswinter im nordrhein-westfälischen Rhein-Sieg-Kreis. Er steht als Baudenkmal unter Denkmalschutz.
Der Bahnhof wird von der DB Station&Service AG in der Preisklasse 5 geführt.

## Lage
Der Bahnhof liegt mit seinem Empfangsgebäude und dem Hausbahnsteig am Proffenweg (Hausnummer 4), einem Teilstück der früheren Bachstraße, an der Nordseite der Heisterbacher Straße (Kreisstraße 4). Die Stadtbahnhaltestelle Oberdollendorf der Siebengebirgsbahn befindet sich etwa 200 m weiter östlich, an der Heisterbacher Straße und ermöglicht damit einen schnellen Umstieg.

## Geschichte
Der Bahnhof wurde am 11. Juli 1870 im Zuge der Verlängerung der rechtsrheinischen Eisenbahnstrecke von Neuwied bis Oberkassel eröffnet. Er verfügte anfänglich nur über zwei Warteräume für die Fahrgäste und einen Dienstraum. Erst 1883/84 entstand ein größeres Empfangsgebäude. Am Bahnhof Niederdollendorf hatte seit 1891 die überwiegend dem Gütertransport dienende Heisterbacher Talbahn ihren Endpunkt. Deren Personenzüge hielten vor dem Empfangsgebäude. Nördlich davon waren Abstell- und Ladegleise und ein Sturzgerüst zum Befüllen von Regelspurwagen. 1897/98 wurde auch ein Güterabfertigungsbahnhof errichtet, dessen Inbetriebnahme am 21. September 1898 erfolgte. 1902/03 wurde das Empfangsgebäude erweitert und aufgrund der Verlegung eines dritten Gleises die beiden Stellwerke durch Neubauten ersetzt sowie anschließend bis 1904/05 ein zweiter Bahnsteig mitsamt Unterführung und eine Überdachung des Hausbahnsteigs errichtet.
1938 erfolgte ein umfassender Umbau des Empfangsgebäudes, bei dem unter anderem Fahrkartenschalter und Bahnsteigsperre räumlich vereinigt sowie Toilettenanlagen eingebaut wurden, die zuvor in einem nach Fertigstellung des Umbaus abgerissenen Nebengebäude untergebracht waren. In den Jahren 1942 und 1950 wurde die zuletzt ausschließlich für den Güterverkehr genutzte Heisterbacher Talbahn schrittweise stillgelegt. 1953 wurde der Bahnhofsvorplatz mit einer Grünanlage neugestaltet, 1957 ein neues Stellwerk in Betrieb genommen. 1978 entstand an der Südseite des Bahnhofs an der Heisterbacher Straße eine verlängerte Fußgängerunterführung unter der Bahnstrecke mit dem Zugang zum rheinseitigen Außenbahnsteig. Im Frühjahr 2016 wurde die Bushaltestelle am Bahnhof barrierefrei ausgebaut.
Die Eintragung des Empfangsgebäudes, der Bahnsteigüberdachungsträger und der Bahnbetriebsgebäude mit Laderampe in die Denkmalliste der Stadt Königswinter erfolgte am 25. Februar 2002.

## Architektur
An das im Kern 1883/84 errichtete Empfangsgebäude, einen zweigeschossigen Backsteinbau, grenzen südlich und nördlich eingeschossige Nebengebäude an. Im südlichen Nebengebäude von 1902/03 befand sich die Bahnhofsgaststätte (geschlossen 2017), das nördliche und erst später errichtete Pendant ist als Dienstgebäude entstanden. Das Obergeschoss ist als Dienstwohnung konzipiert. Der Bahnhof hat einen übergiebelten Mittelrisalit, die Fenster und das Portal haben die Form eines Segmentbogens. Die Fassaden sind mit Gurtgesimsen geschmückt, die Terrakottafriesen zeigen. Die Überdachung des Bahnsteigs besitzt gusseiserne Säulen.
Das zum Bahnhof gehörende Betriebsgebäude zur Güterabfertigung von 1897/98 liegt rund 50 m nördlich des Empfangsgebäudes und ist ebenfalls ein Backsteinbau. Das Walmdach des Gebäudes ist mit Schleppgauben versehen. Der als „Drempelgeschoss“ bezeichnete Teil des Gebäudes präsentiert sich in Fachwerk.

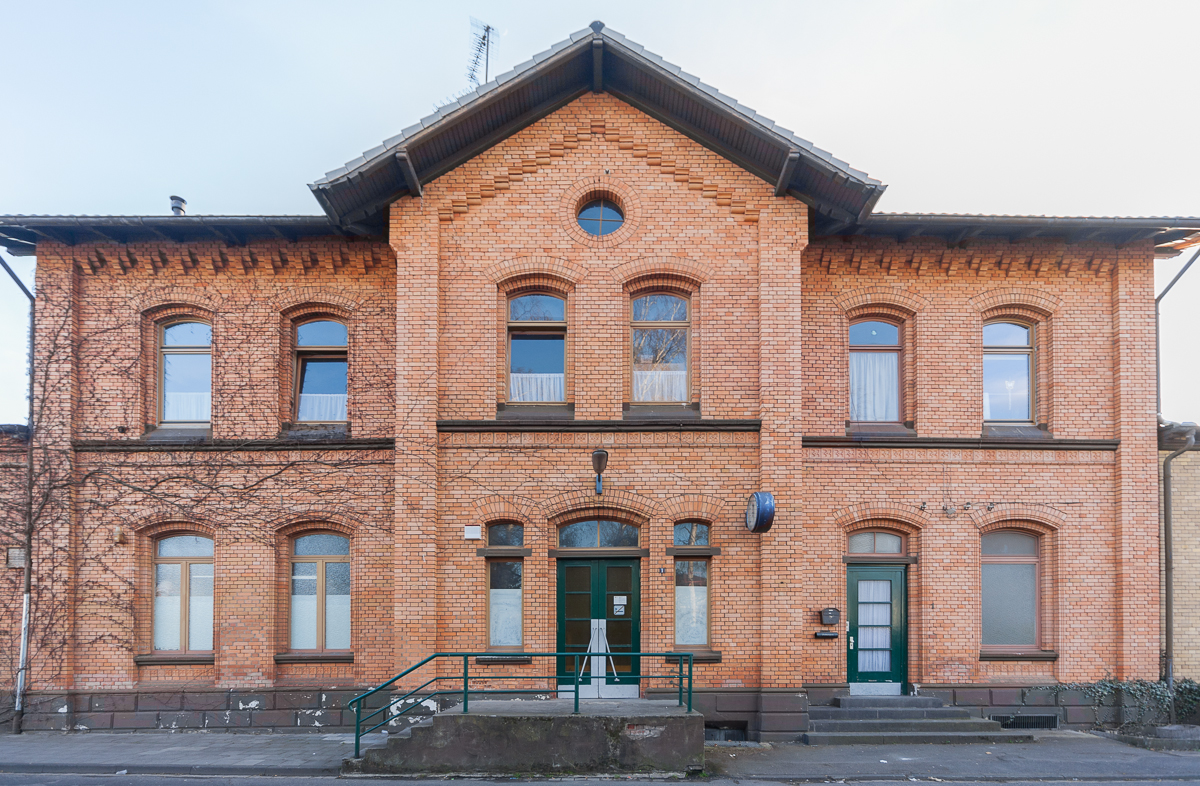
Straßenansicht des Empfangsgebäudes
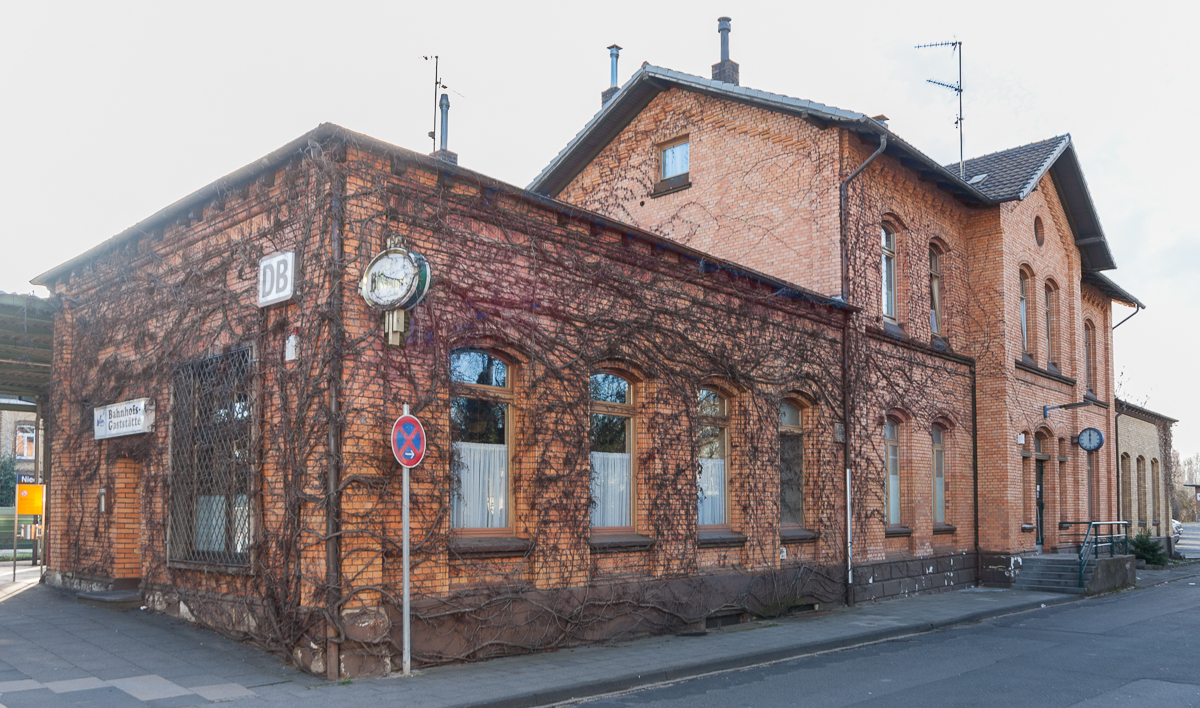
Straßenansicht des Empfangsgebäudes (inkl. Bahnhofsgaststätte)
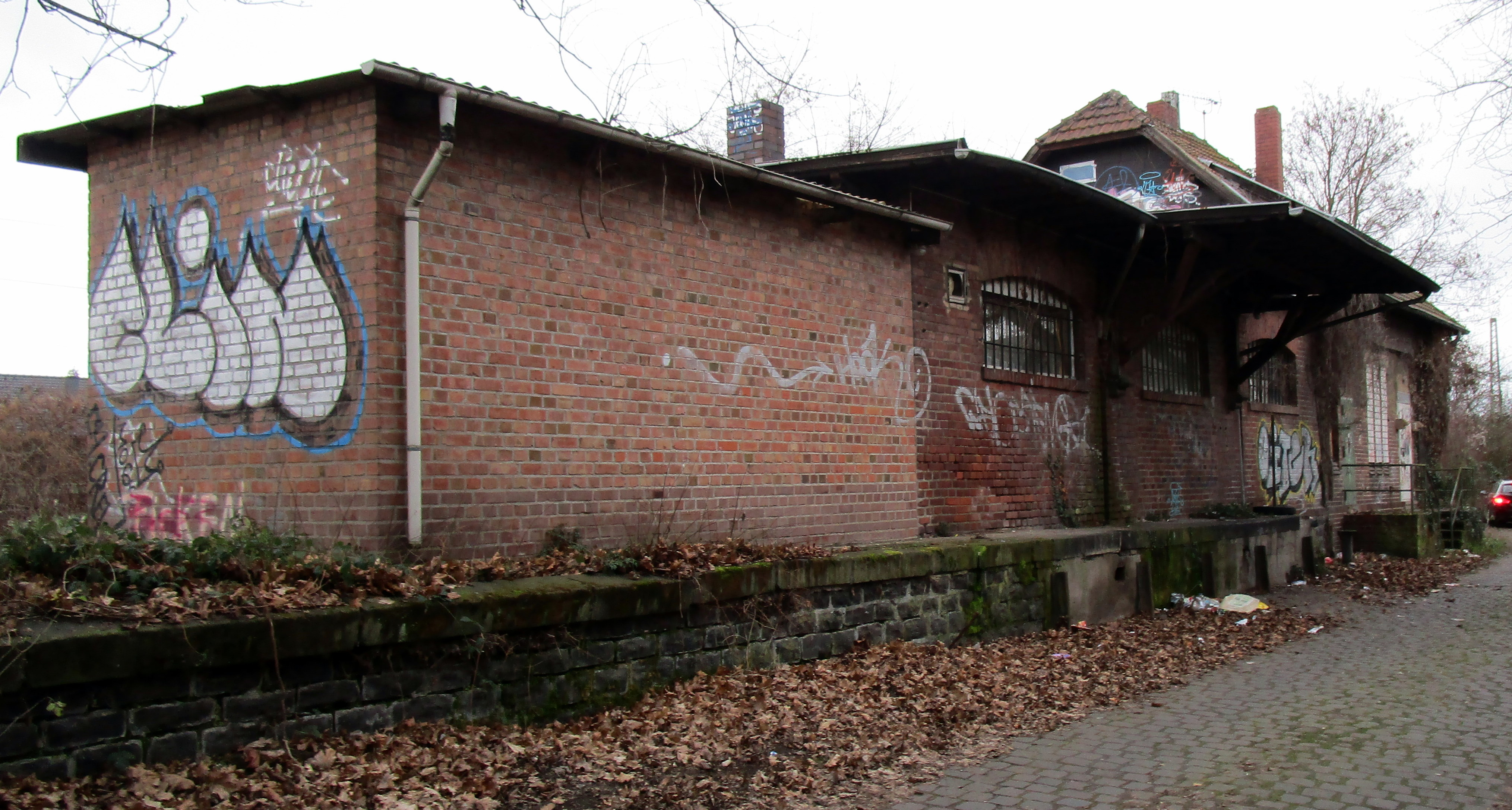
Betriebsgebäude des Güterbahnhofs

## Bedienung

### Zugverkehr
Im Fahrplan 2022/2023 wird der Bahnhof von den Linien RE 8 und RB 27 bedient:
| Linie | Verlauf | Takt   |
| ----- | --- | ------ |
| RE 8  | Rhein-Erft-Express: (Mönchengladbach Hbf – Rheydt Hbf – Rheydt-Odenkirchen – Hochneukirch – Jüchen – Grevenbroich –)* Rommerskirchen – Stommeln – Pulheim – Köln-Ehrenfeld – Köln Hbf – Köln Messe/Deutz – Porz (Rhein) – Troisdorf – Friedrich-Wilhelms-Hütte – Menden (Rheinl) – Bonn-Beuel – Bonn-Oberkassel – Niederdollendorf – Königswinter – Rhöndorf – Bad Honnef (Rhein) – Unkel – Linz (Rhein) – Bad Hönningen – Rheinbrohl – Neuwied – Urmitz Rheinbrücke – Koblenz-Lützel – Koblenz Stadtmitte – Koblenz Hbf * nur werktags Stand: Fahrplanwechsel Dezember 2023                                | 60 min |
| RB 27 | Rhein-Erft-Bahn: Mönchengladbach Hbf – Rheydt Hbf – Rheydt-Odenkirchen – Hochneukirch – Jüchen – Grevenbroich – Rommerskirchen – Stommeln – Pulheim – Köln-Ehrenfeld – Köln Hbf – Köln Messe/Deutz – Köln/Bonn Flughafen – Troisdorf – Friedrich-Wilhelms-Hütte – Menden (Rheinl) – Bonn-Beuel – Bonn-Oberkassel – Niederdollendorf – Königswinter – Rhöndorf – Bad Honnef (Rhein) – Unkel – Erpel (Rhein) – Linz (Rhein) – Leubsdorf (Rhein) – Bad Hönningen – Rheinbrohl – Leutesdorf (Rhein) – Neuwied – Engers – Vallendar – Koblenz-Ehrenbreitstein – Koblenz Hbf Stand: Fahrplanwechsel Dezember 2023 | 60 min |

### Busverkehr
An der, östlich des Bahnhofs gelegenen, Bushaltestelle verkehrt im Regelverkehr die Linie 520, die von der Rhein-Sieg-Verkehrsgesellschaft, kurz RSVG, betrieben wird.
| Linie | Verlauf | Takt (Mo–Fr)     | Betreiber |
| ----- | --- | ---------------- | --------- |
| 520   | Oberpleis – Bellinghausen – Thomasberg – Heisterbacherrott – Kloster Heisterbach – Oberdollendorf – Niederdollendorf | 10 / 20 / 30 min | RSVG      |